# Perodua Kenari
Perodua Kenari — городской автомобиль, выпускавшийся с 2000 по 2009 год малайзийским автопроизводителем Perodua. Kenari — малайзийское имя, эквивалентное слову «канарейка», которое переводится как «радость» и «свобода».

## Описание
Perodua Kenari был запущен в производство в 2000 году на базе второго поколения Daihatsu Move. Комплектации: EX (Standard) (с пятиступенчатой механической трансмиссией), GX (Deluxe) (с пятиступенчатой механической трансмиссией) и EZ (с четырёхступенчатой автоматической трансмиссией).
В апреле 2003 года Perodua Kenari прошёл фейслифтинг. Изменения коснулись фар, радиаторной решётки и дизайна 14-дюймовых легкосплавных колёсных дисков. Комплектации: GX, EZ, EZ Special (EZS) и GX Aero. Комплектация GX Aero поставлялась только с механической трансмиссией и в окрасе Mistik Red.
В сентябре 2003 года была представлена гибридная версия Perodua Kenari, которая, однако, не была запущена в серийное производство. Автомобиль оснащён бензиновым двигателем мощностью 30 кВт (41 л. с.) и крутящим моментом 57 Н∙м и электродвигателем мощностью 18 кВт (25 л. с.) и крутящим моментом 100 Н∙м.
В ноябре 2006 года была представлена модель Perodua Kenari RS.
В 2009 году Kenari был снят с производства без преемника.

## Технические характеристики
| Заводские характеристики                | Заводские характеристики                             |
| Двигатель                               | EJ-DE                                                |
| --------------------------------------- | ---------------------------------------------------- |
| Тип                                     | DOHC 12V I3                                          |
| Объём (см3)                             | 989                                                  |
| Диаметр цилиндра x Ход поршня (мм x мм) | 72.0 x 81.0                                          |
| Мощность [л. с. (кВт)/об/мин]           | 54 (40.3) / 5,200                                    |
| Крутящий момент (Н∙м/об/мин)            | 88 / 3,200                                           |
| Максимальная скорость (км/ч)            | 155 км/ч                                             |
| Разгон от 0 до 100 kм/ч (сек.)          | 12.5                                                 |
| Расход топлива                          | 4,8 л/100 км (постоянная скорость на шоссе: 80 км/ч) |

## Галерея

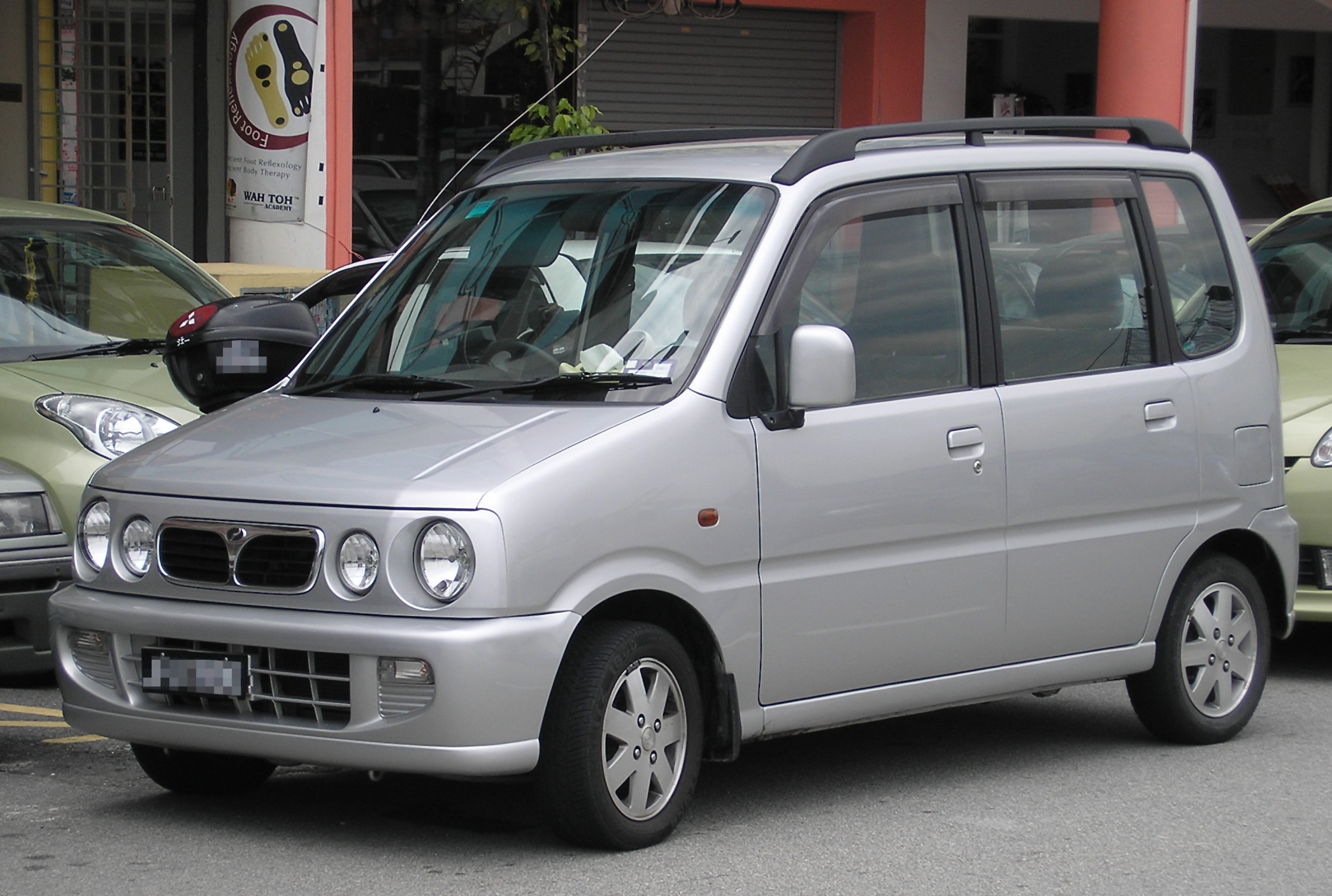
2000—2003 Perodua Kenari
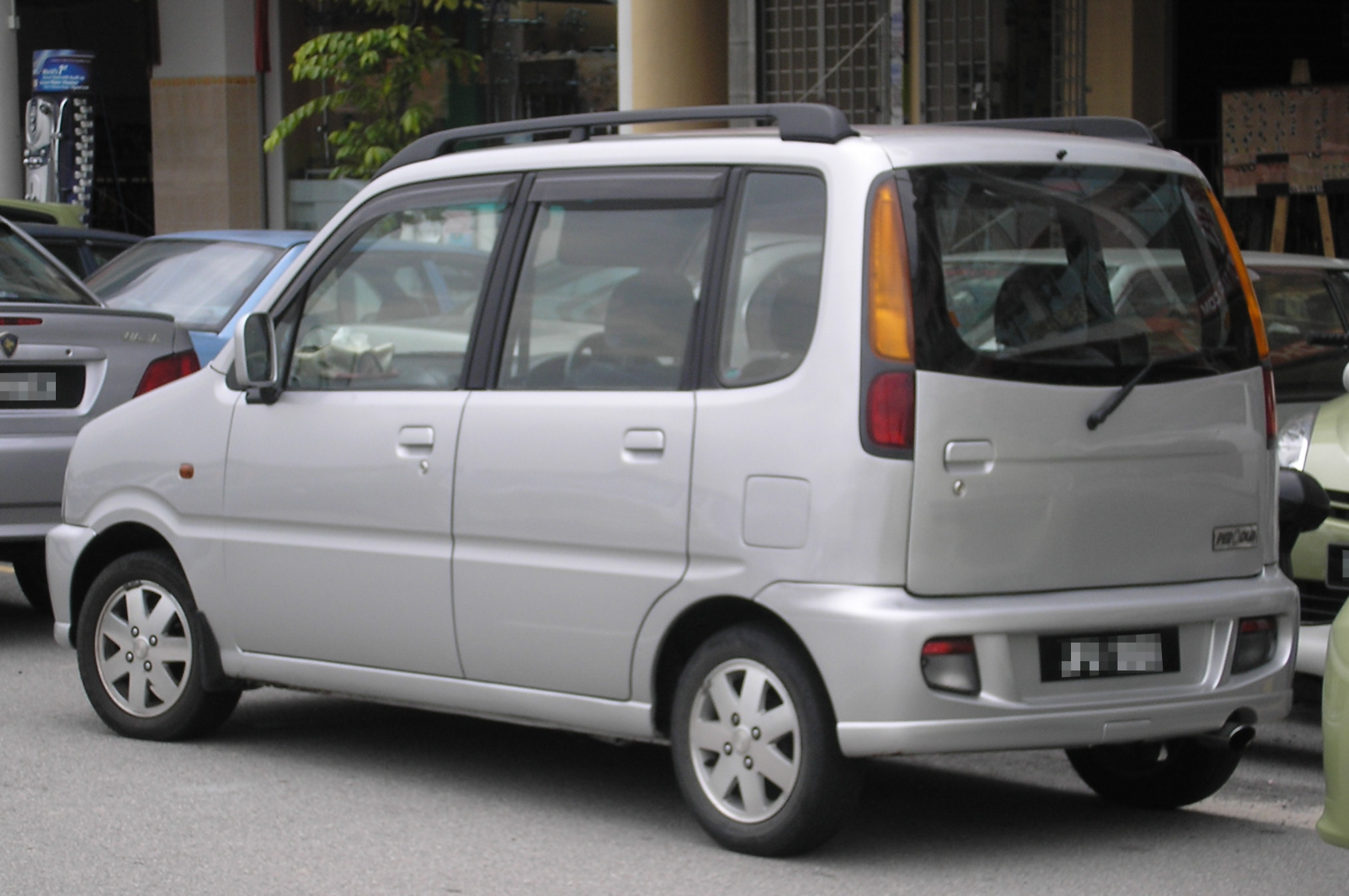
2000—2003 Perodua Kenari
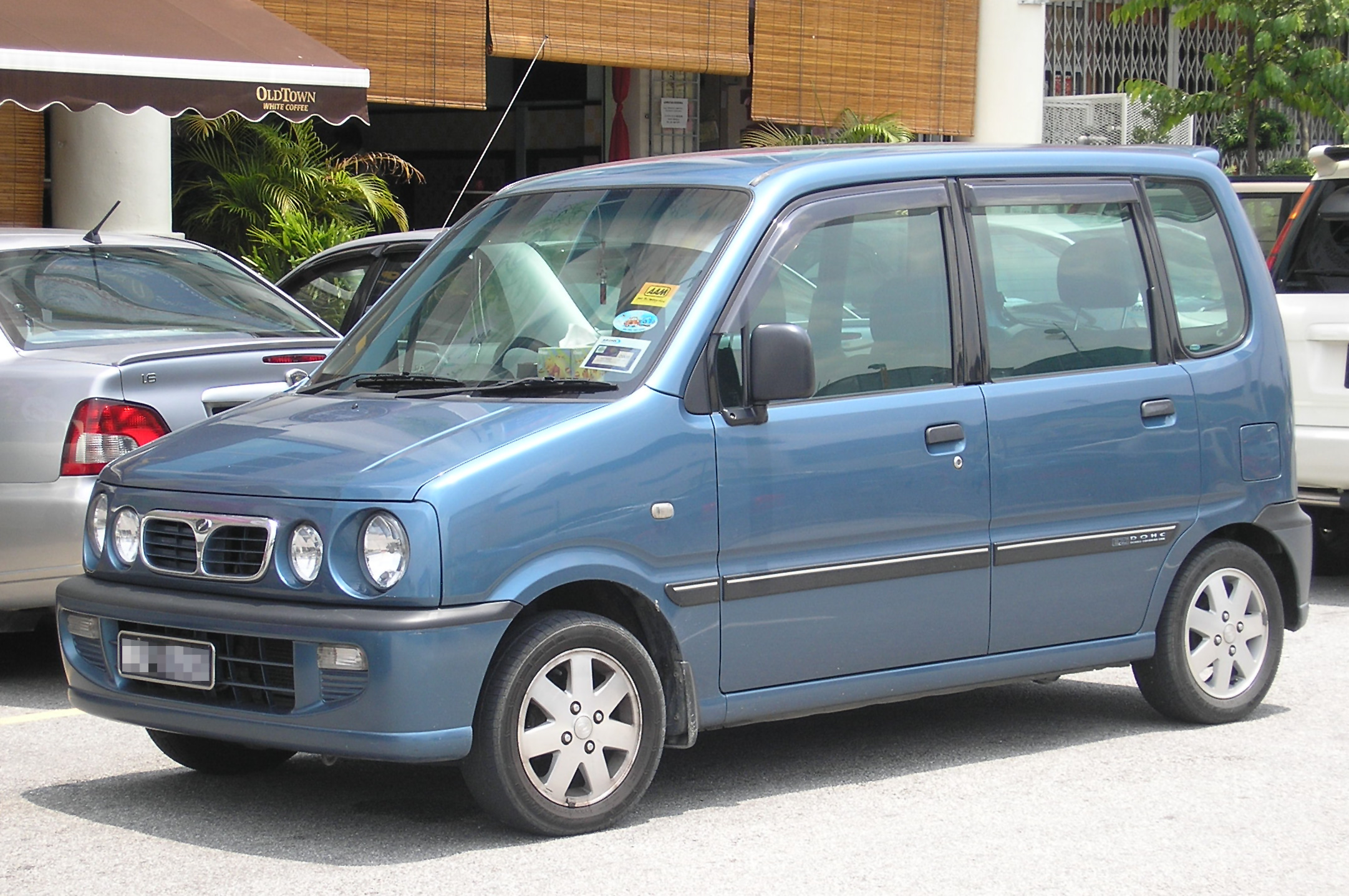
2000—2003 Perodua Kenari
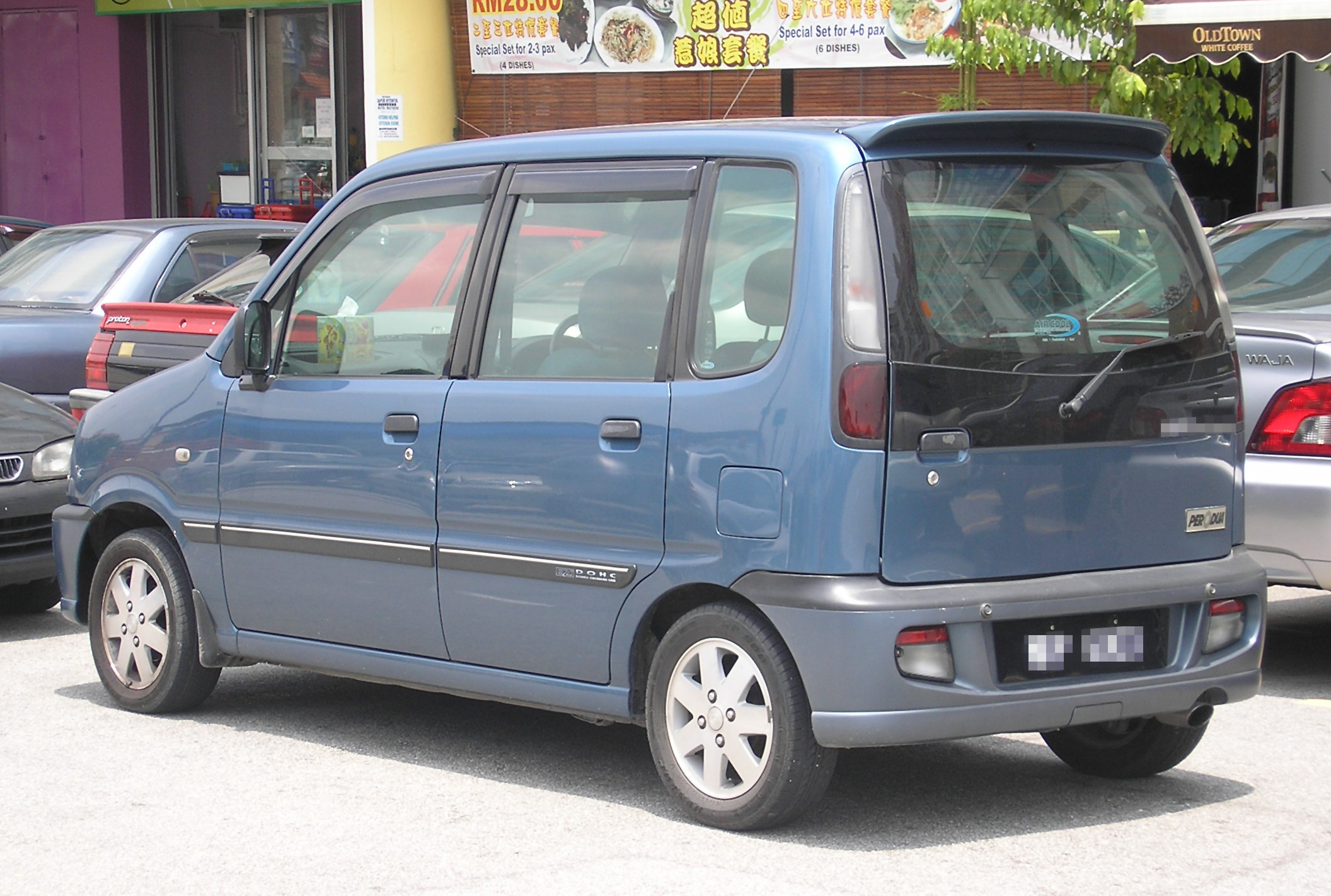
2000—2003 Perodua Kenari
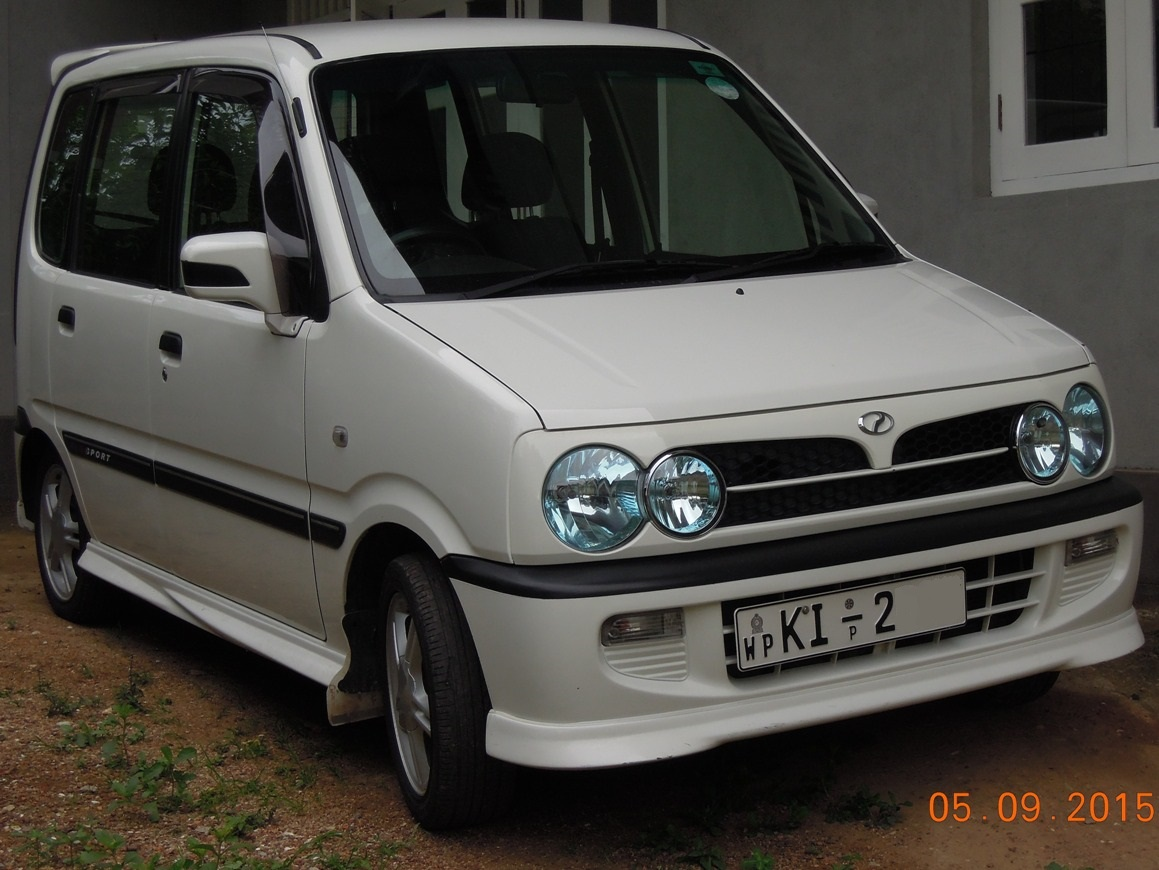
Perodua Kenari Aero/AeroSport
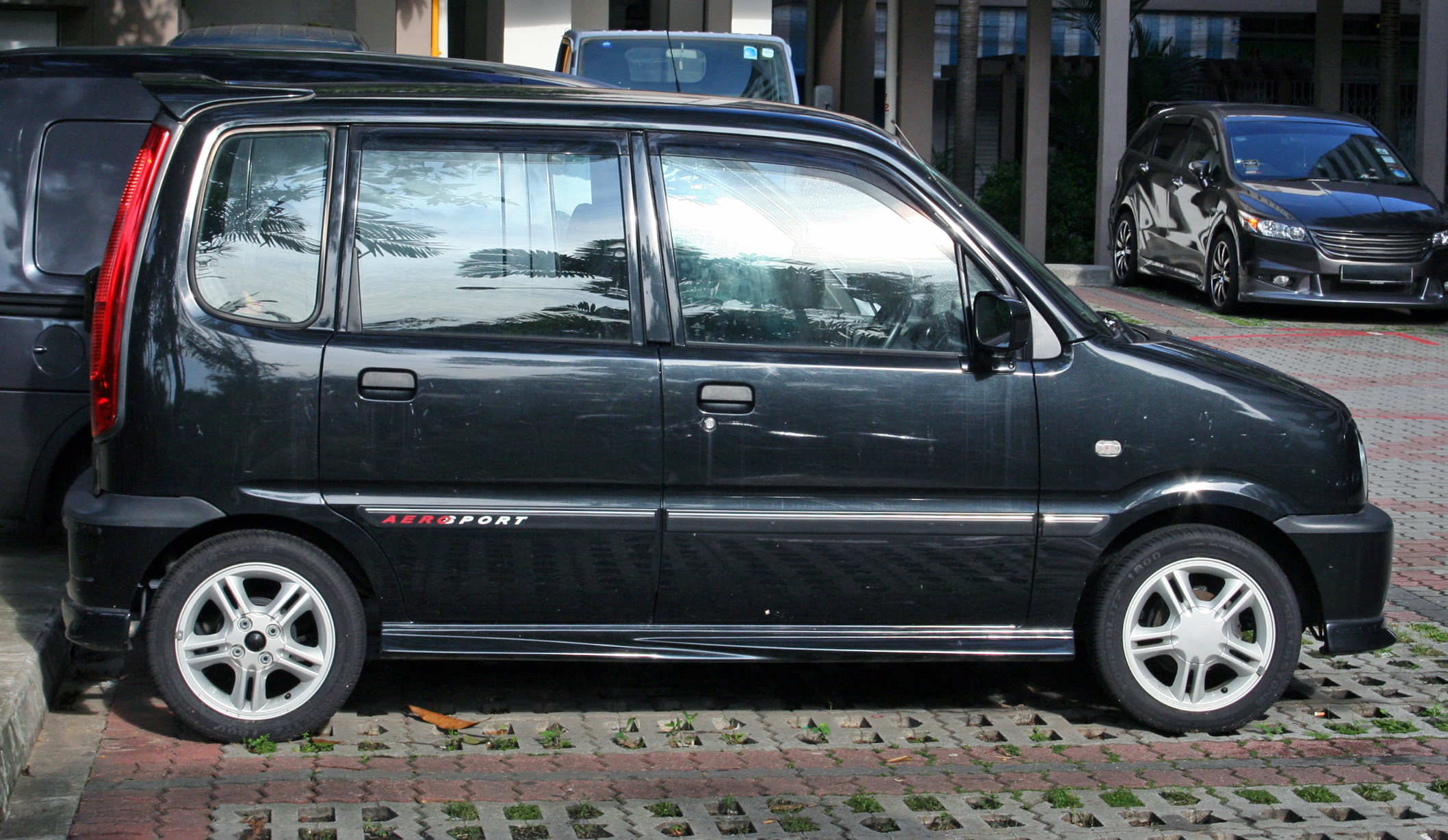
Perodua Kenari Aero/AeroSport

## Продажи
| Год  | Малайзия |
| ---- | -------- |
| 2000 | 7,838    |
| 2001 | 9,915    |
| 2002 | 14,327   |
| 2003 | 19,470   |
| 2004 | 25,443   |
| 2005 | 20,354   |
| 2006 | 11,886   |
| 2007 | 5,824    |
| 2008 | 3,698    |
| 2009 | 2,060    |